# Mercedes-Benz Baureihe 207

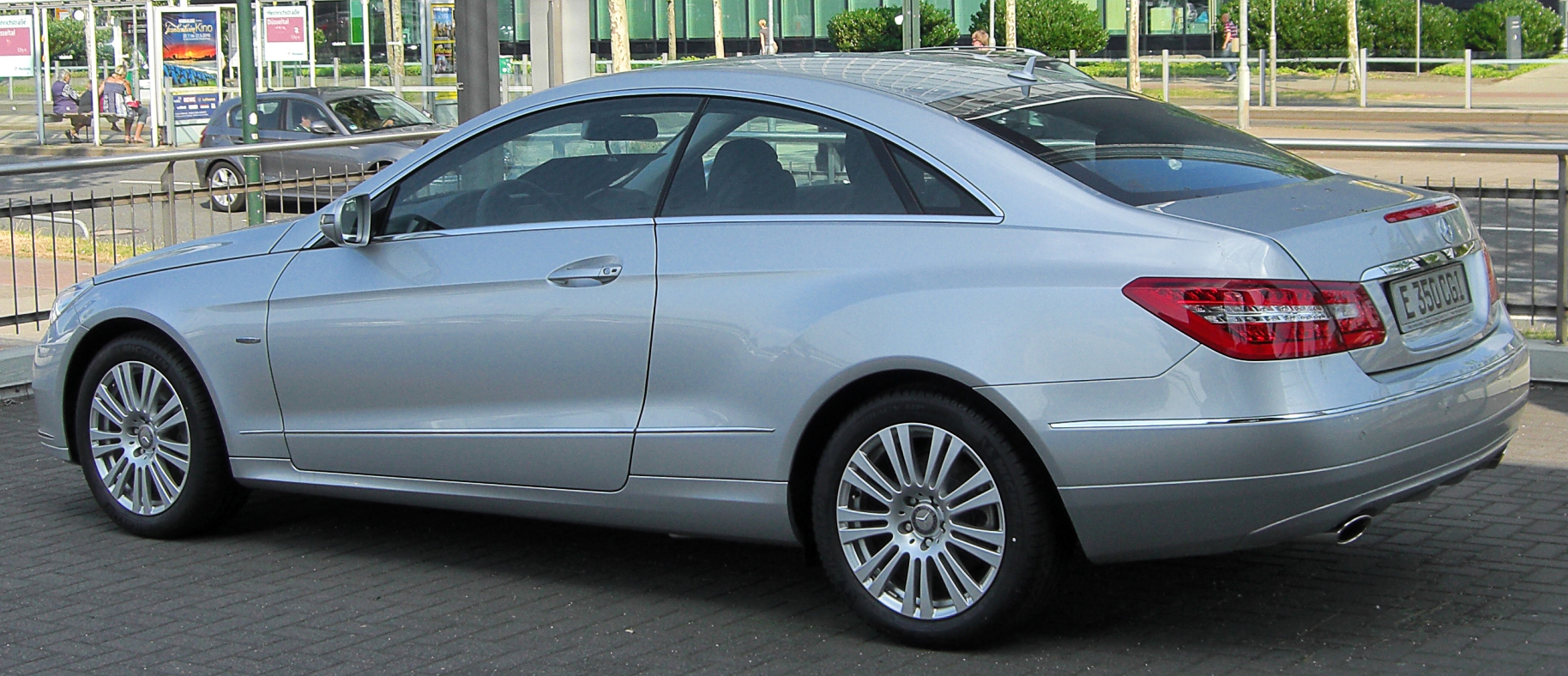
Heckansicht

Die Mercedes-Benz Baureihe 207 (Verkaufsbezeichnung: E-Klasse Coupé bzw. E-Klasse Cabriolet) ist ein Pkw-Modell der oberen Mittelklasse von Mercedes-Benz, das von 2009 bis 2017 gebaut wurde.
Es löste die CLK-Klasse der Baureihe 209 ab und war als Coupé (C 207) und Cabriolet (A 207) verfügbar. Die Limousinen- und Kombiversionen bildeten als W 212, bzw. S 212 die eigenständige Baureihe 212.

## Geschichte
Das E-Klasse Coupé wurde im März 2009 auf dem Internationalen Auto-Salon Genf präsentiert und war seit dem 9. Mai bei den Händlern verfügbar. Das E-Klasse Cabriolet war seit dem 27. März 2010 erhältlich; ursprünglich war die Einführung für Herbst 2009 geplant, aufgrund der Wirtschaftskrise wurde dieser Termin aber um einige Monate verschoben. Für das Coupé wurde mit dem Slogan „E-Klasse Coupé. Objekt der Begierde“ geworben und für das Cabrio mit „E-Klasse Cabriolet. Folgt keiner Strömung, gibt sie vor.“ Im Januar 2013 wurden die überarbeiteten Versionen der Coupé- und Cabriolet-Variante vorgestellt, deren Markteinführung am 18. Mai 2013 erfolgte.
Wie in der CLK-Klasse, die komplett auf der Bodengruppe der seinerzeit aktuellen C-Klasse basierte und die nur optisch an die E-Klasse angelehnt war, wurde in der Baureihe 207 weiterhin die Bodengruppe der C-Klasse benutzt. Technisch gesehen stammen bei dem Coupé nur rund 60 % der Teile von der E-Klasse-Limousine. Der Rest entsprang der C-Klasse der Baureihe 204. Dies zeigt sich zum Beispiel daran, dass nur die Fahrwerksvarianten der C-Klasse zur Auswahl standen und die Luftfederung Airmatic ausschließlich der Limousine bzw. dem T-Modell vorbehalten war.
Das E-Klasse Coupé hat einen Cw-Wert von 0,24 und war somit seinerzeit eines der windschlüpfigsten Serienfahrzeuge der Welt, hinter der Mercedes-Benz CLA-Klasse und dem GM EV1.

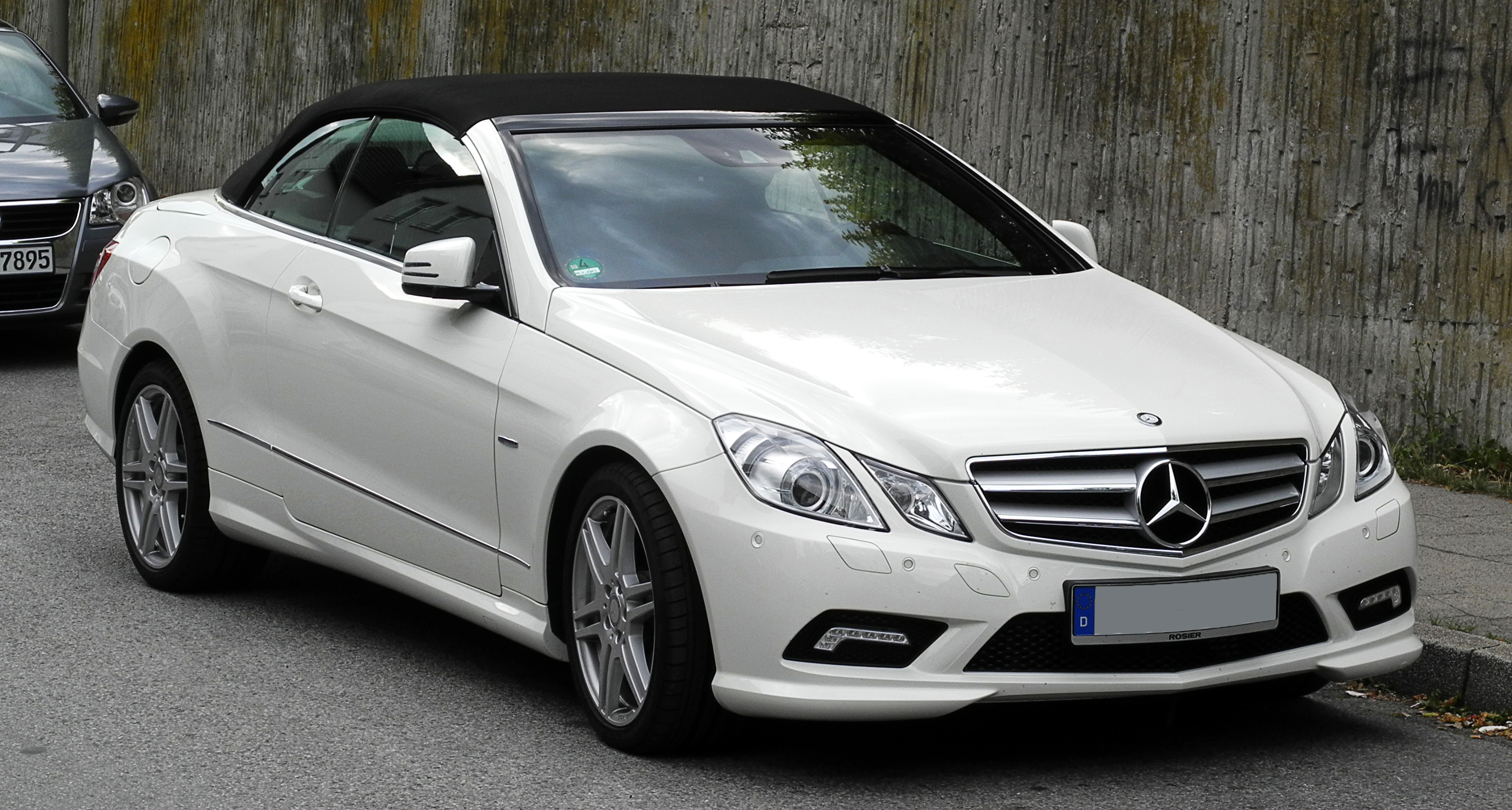
E 250 CGI BlueEFFICIENCY Cabriolet mit Sport-Paket AMG (2010–2011)
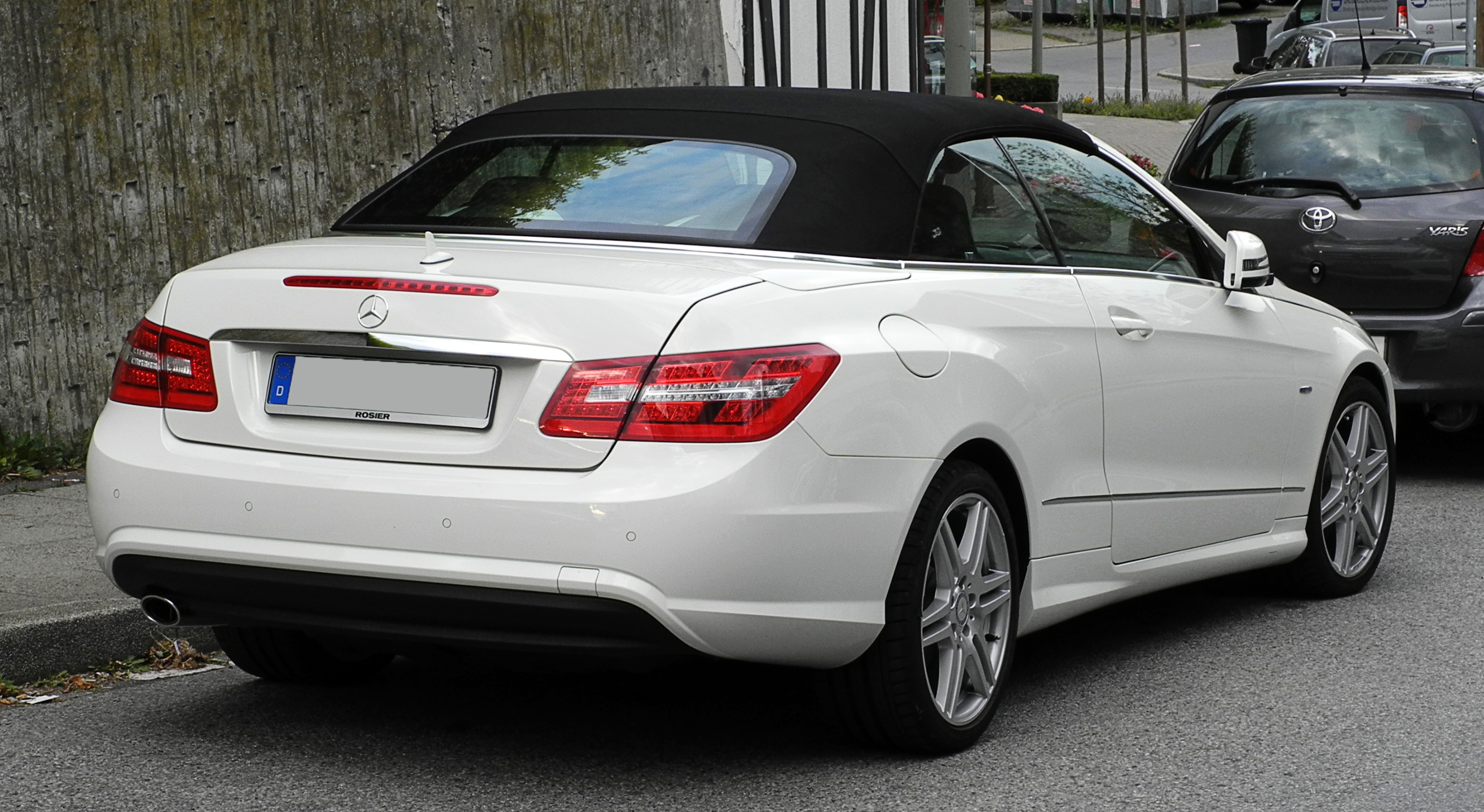
Heckansicht
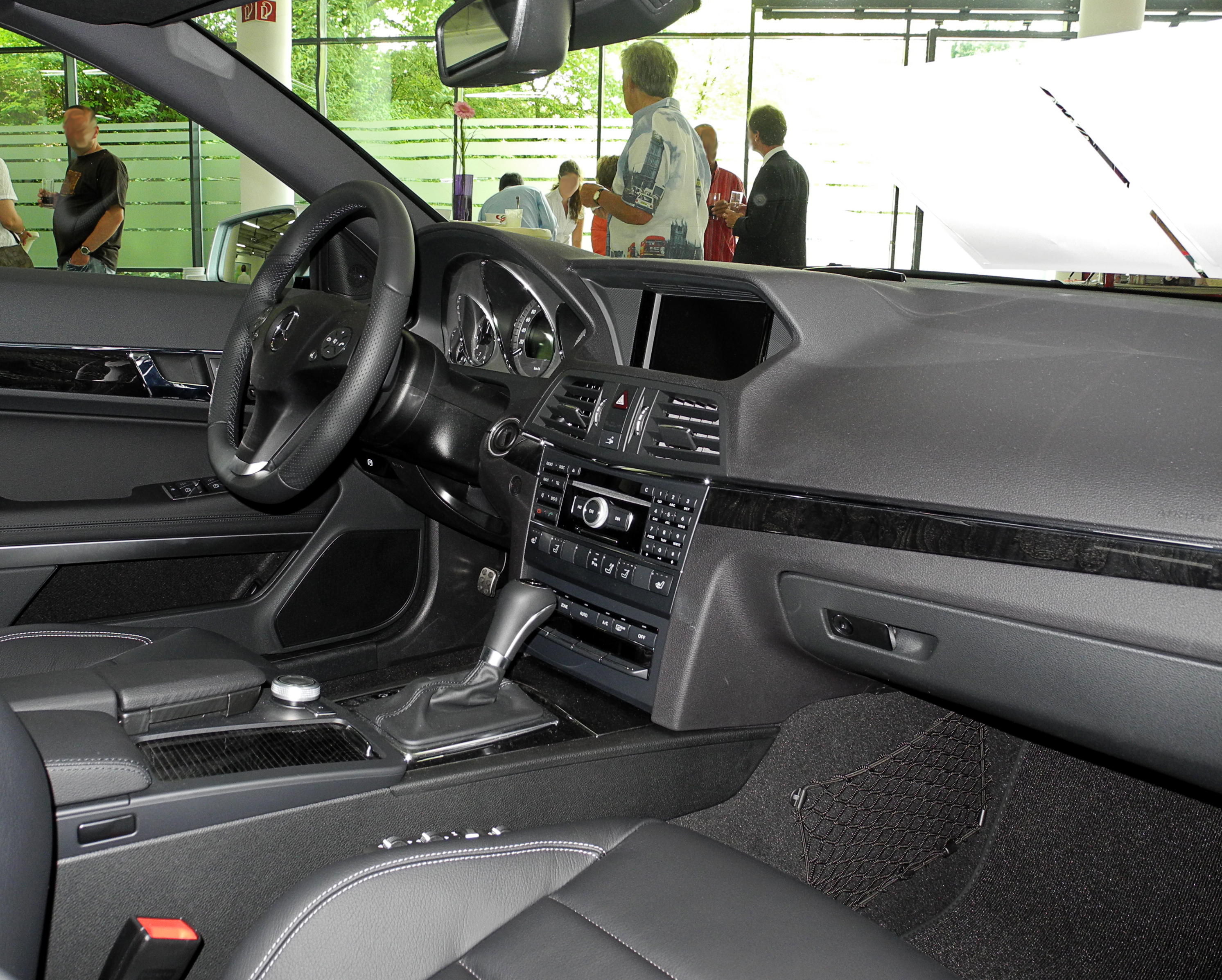
Cockpit

## Änderungen während der Modelljahre

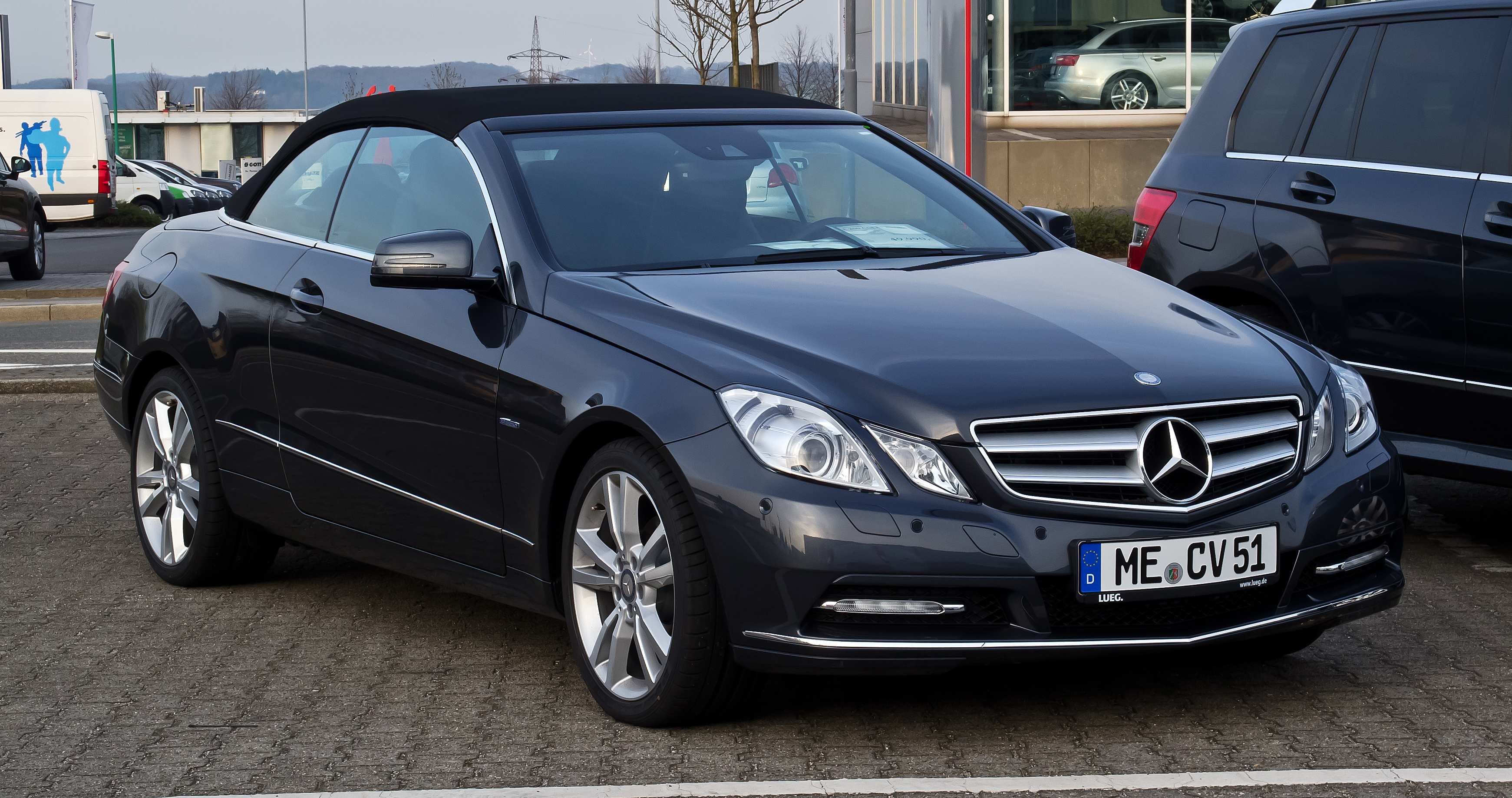
Mercedes-Benz E 200 BlueEFFICIENCY Cabriolet (2011–2013)

Bei den Produktionen ab Dezember 2010 wurde das LED-Tagfahrlicht durch eine LED-Leiste ersetzt und das Design somit an das der Limousine und des T-Modells angepasst (siehe oben). Die bisherige Form des Bumerangs wurde bis Juni 2011 eingebaut. Das Sport-Paket AMG erhielt eine designspezifische LED-Leiste. Das Cabriolet erhielt mit der Farbe Rot eine weitere Verdeckvariante.
Seit Januar 2011 wurde das aus der Limousine und dem T-Modell bekannte Sport-Paket Exterieur auch beim Coupé und Cabriolet angeboten.
Ab April 2011 erhielten die Fahrzeuge das Lenkrad aus der CLS-Klasse.
Alle ab Oktober 2011 produzierten Coupés und Cabriolets hatten serienmäßig LED-Tagfahrlichter.
Am 1. Juni 2013 wurden die überarbeiteten Coupés und Cabriolets der E-Klasse eingeführt.
Seit Oktober 2013 war das Coupé optional mit dem Allradantrieb 4MATIC erhältlich. Dieser ist dem E 350 Coupé vorbehalten.
Mit dem Modelljahr 2015, das ab September 2014 ausgeliefert wurde, wurden der E 300 sowie der E 350 eingestellt. Einzig das E 350 4MATIC Coupé blieb erhalten. Der neue E 320 mit einem 3,0-Liter-V6-Ottomotor und einer Leistung von 200 kW (272 PS) ersetzte die beiden entfallenen Varianten. Der E 500 erfüllte fortan die Euro-6-Abgasnorm. Dies galt auch für die Vierzylinder-Dieselmotoren, die dafür auf die BlueTEC-Technologie umgestellt werden mussten. Für den E 220 BlueTEC und den E 250 BlueTEC wurden optional das Neungang-Automatikgetriebe 9G-Tronic angeboten, das fortan auch für den in der Leistung um 5 kW (8 PS) gesteigerten E 350 BlueTEC serienmäßig war.

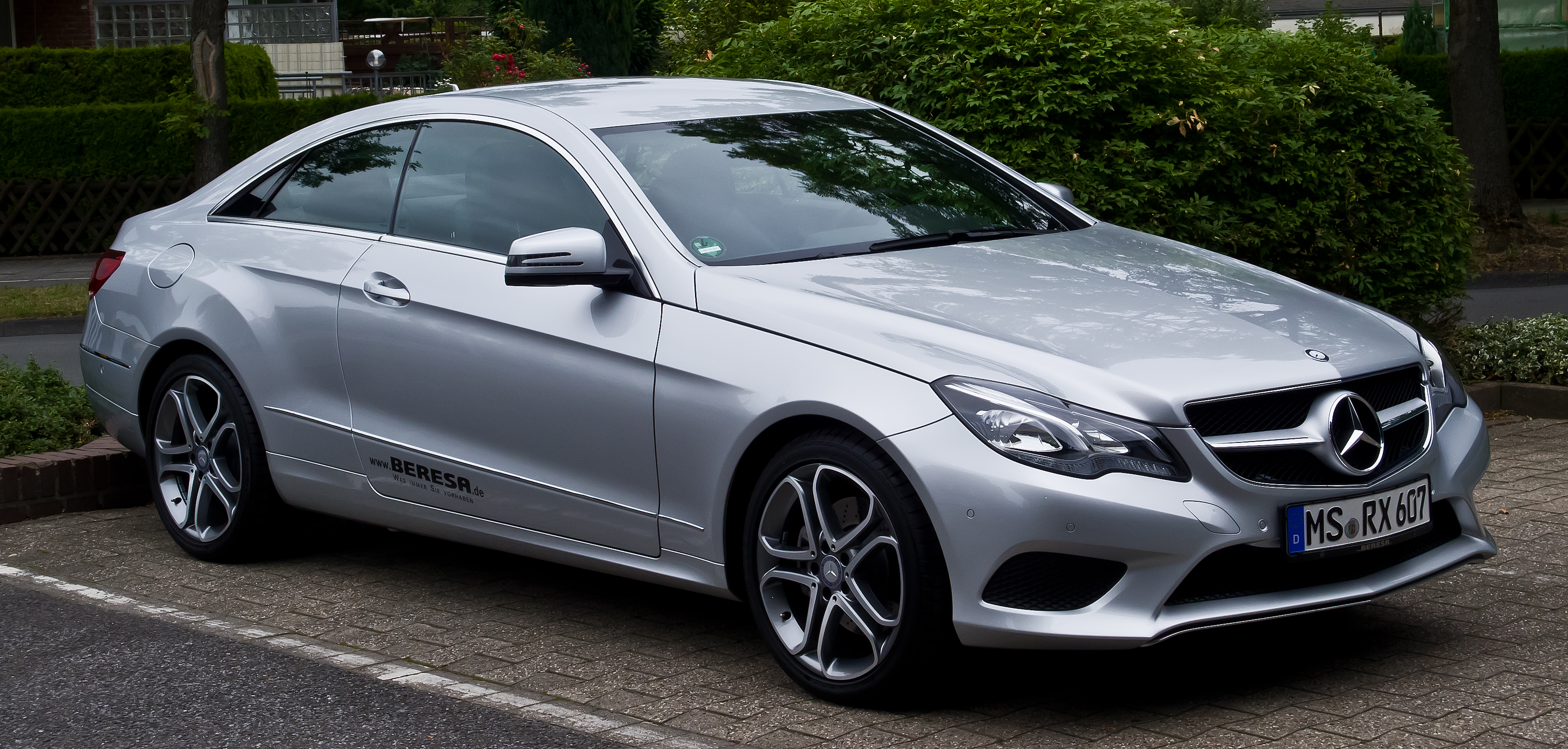
E 200 Coupé mit Sport-Paket Exterieur (seit 2013)
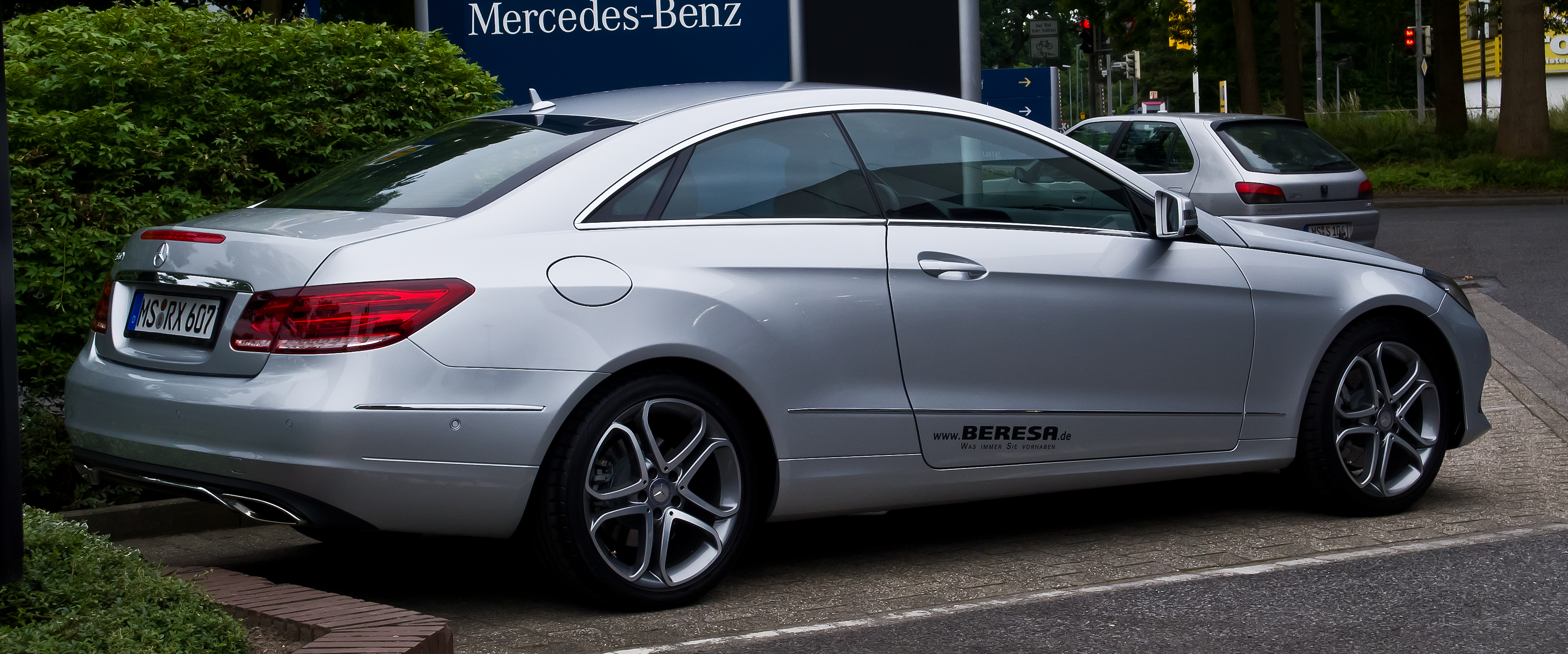
Heckansicht
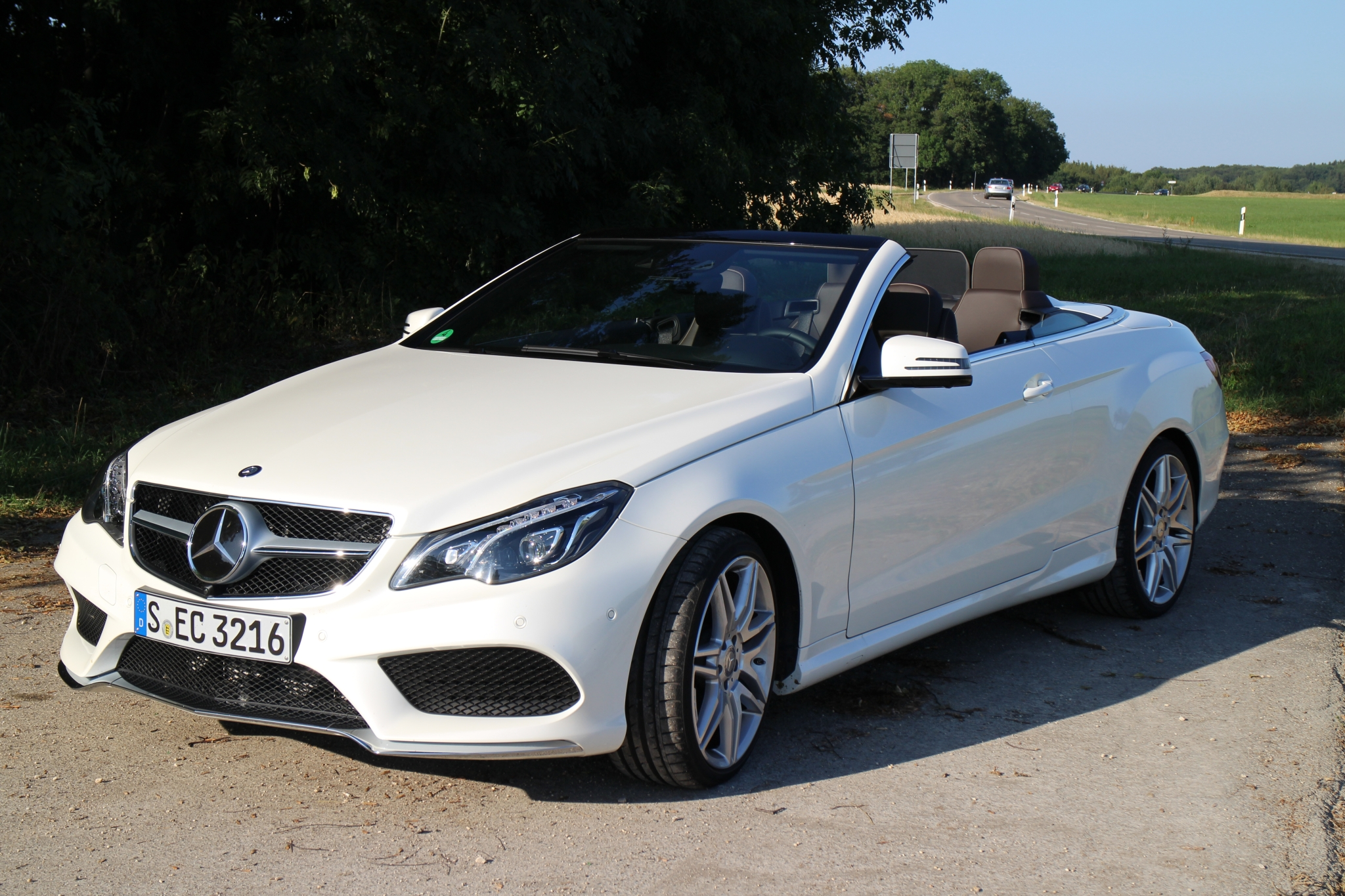
E 250 Cabriolet (seit 2013)
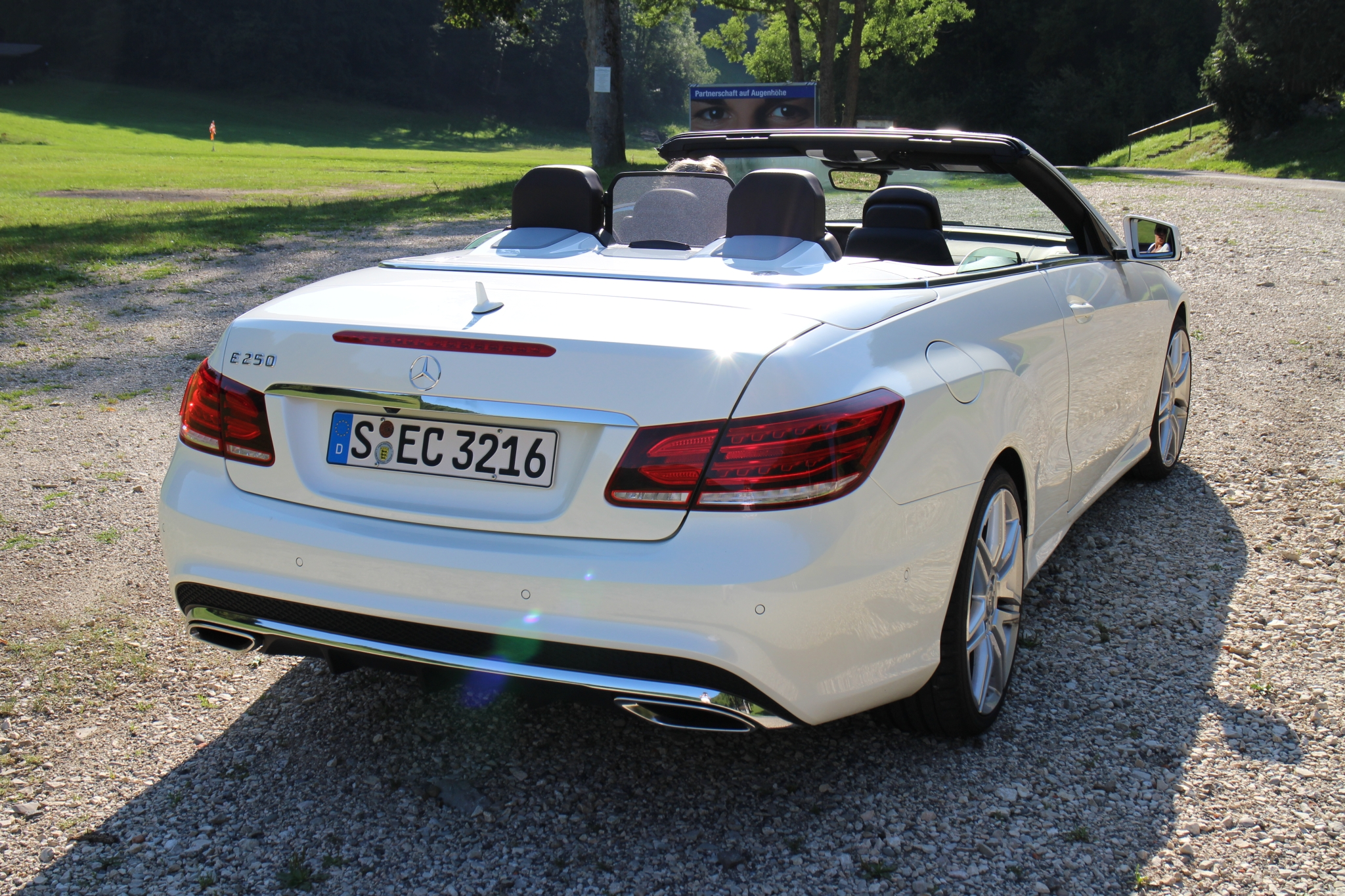
Heckansicht

## Serienausstattung
Die Serienausstattung hat nahezu identische Merkmale wie bei Limousine und T-Modell. Ein Unterschied ist, dass alle Rücklichter, also auch die Blinklichter, LED-Technik haben. Zur Serie gehören bei Coupé und Cabriolet das Agility Control-Fahrwerk mit selektivem Dämpfungssystem, Gurtbringer für die Vordersitze und das Easy-Entry-System, bei dem sich der gesamte Vordersitz nach vorne verschieben lässt, damit Fondpassagiere leichter ein- und aussteigen können. Die Sitze im Fond sind zwei Einzelsitze, zwischen den Sitzen befindet sich eine Ablage mit Becherhalter. Der Wagen hat serienmäßig 17-Zoll-Leichtmetallräder mit neun Doppelspeichen (Ausnahme: E 500: fünf Speichen 18"), Chromzierstäbe rundum und ein Drei-Speichen-Lenkrad sowie einen Schalthebel mit Nappalederbezug.
Die Ausstattungslinien Elegance und Avantgarde beziehen sich bei Coupé und Cabriolet nur auf das Interieur und bieten unterschiedliche Polster- und Lederarten sowie Zierverkleidungen.
Das seit Anfang 2012 erhältliche Sport-Paket Exterieur enthält außer einer Front- und Heckschürze sowie Seitenschwellern in AMG-Optik aus dem Sport-Paket AMG 18-Zoll-Leichtmetallräder mit fünf Speichen, vergrößerte und gelochte Bremsscheiben vorne sowie das sportlicher abgestimmte Direct Control-Fahrwerk mit tiefergelegter Karosserie.
Das Sport-Paket AMG enthält 18-Zoll-Leichtmetallräder mit sechs Doppelspeichen, AMG-Styling an Front, Seitenschwellern und Heck, AMG-Lenkrad, Pedalanlage aus gebürstetem Aluminium, groß dimensionierte und gelochte Bremsscheiben, Sportparameterlenkung, Multikontursitze sowie schwarzen Dachhimmel.
Das E-Klasse Cabriolet hat als erstes Cabriolet ein sogenanntes Aircap, das im Wesentlichen aus zwei Teilen besteht: eine um sechs Zentimeter ausfahrbare Windlamelle oberhalb der Windschutzscheibe und ein dreifach verstellbares Windschott zwischen den Kopfstützen der hinteren Sitze. Zusätzlich ist in den Kopfstützen der Vordersitze eine als Airscarf bezeichnete Nackenheizung eingebaut. Diese bewirkt, dass bei bis zu 160 km/h die Wärme im Innenraum bleibt und kaum Verwirbelungen auftreten.

## Motoren und Getriebe
Bei den Motoren wurden mit dem E 250 CDI BlueEFFICIENCY und E 350 CDI BlueEFFICIENCY als Diesel- sowie E 250 CGI BlueEFFICIENCY, E 350 CGI BlueEFFICIENCY und E 500 als Benzinmotoren zunächst deutlich weniger Triebwerke als bei der Limousine und dem T-Modell angeboten. Mit der Einführung des Cabriolets Mitte Januar 2010 erhielt das Coupé ebenfalls zwei neue Einstiegsmotoren. Dabei handelt es sich um den Benziner E 200 CGI BlueEFFICIENCY und den Diesel E 220 CDI BlueEFFICIENCY.
Im April 2011 wurde die Motorenpalette des Coupés und des Cabriolets um einen 3,5 Liter großen V6-Ottomotor, der eine Leistung von 185 kW (252 PS) erreicht und damit als kleiner V6-Ottomotor gilt, erweitert. Dieses Modell trägt die Bezeichnung E 300 BlueEFFICIENCY und dabei handelt es sich um dasselbe Triebwerk, das im E 350 BlueEFFICIENCY zum Einsatz kommt und hier nun gedrosselt wurde. Außerdem wurde der V6-Dieselmotor OM 642 durch die leistungsgesteigerte, überarbeitete Version OM 642 LS ersetzt. Zeitgleich wurden auch die 5G-Tronic und die 7G-Tronic  durch die 7G-Tronic Plus ersetzt und eine Start-Stopp-Automatik eingebaut, mit Ausnahme des E 500, der bis zu seiner Ablösung im September 2011 mit der 7G-Tronic ausgeliefert wurde. Darüber hinaus entfällt bei den direkteinspritzenden Ottomotoren die Erweiterung CGI in der Modellbezeichnung. Coupé und Cabriolet erhalten das Lenkrad der zweiten Generation der CLS-Klasse.
Im September 2011 wurde der 5,5-Liter-V8-Ottomotor im E 500 durch den 4,7 Liter großen, turboaufgeladenen V8-Direkteinspritzer mit 300 kW (408 PS) im E 500 BlueEFFICIENCY abgelöst.
Mit der Modellpflege im Mai 2013 änderte sich die Motorenpalette zum Teil stark. Während die Vierzylinder-Ottomotoren nun Neuentwicklungen sind und aus 2,0 Liter Hubraum 135 kW (184 PS) im E 200 sowie 155 kW (211 PS) im E 250 leisten, blieben die bisherigen Sechszylinder-Ottomotoren unangetastet. Neu hinzu kam der in der Baureihe 207 neue 3,0-Liter-V6-Biturbo im E 400 mit einer Leistung von 245 kW (333 PS), der wie die Vierzylinder die Euro-6-Norm erfüllt. Es ist der erste Sechszylinder-Ottomotor von Mercedes-Benz, der aufgeladen ist.
Bei den Dieselmotoren wurden die Vierzylinder leicht in ihrem Verbrauch gesenkt, während der Sechszylinder leicht verändert und um die BlueTEC genannte Technik der Harnstoff-Einspritzung zur Senkung der Emissionen und der Einhaltung der Euro-6-Norm erweitert wurde.

### Ottomotoren
| Kenngrößen                                  | E 200 BlueEFFICIENCY (1)                                               | E 200                                                                  | E 250 BlueEFFICIENCY (1)                       | E 250                                          | E 300 (2)                                      | E 320                                          | E 350 CGI BlueEFFICIENCY                       | E 350 (2)                                      | E 350 4MATIC                 | E 400                                          | E 400                                          | E 500                                    | E 500 (2)                              |
| Bauzeitraum                                 | 01/2010 – 04/2013                                                      | seit 05/2013                                                           | 05/2009 – 04/2013                              | seit 05/2013                                   | 04/2011 – 08/2014                              | seit 09/2014                                   | 05/2009 – 03/2011                              | 04/2011 – 08/2014                              | seit 10/2013                 | 05/2013 – 08/2014                              | seit 09/2014                                   | 05/2009 – 08/2011                        | seit 09/2011                           |
| Motorkenndaten                              |                                                                        |                                                                        |                                                |                                                |                                                |                                                |                                                |                                                |                              |                                                |                                                |                                          |                                        |
| Motorbezeichnung *                          | M 271 DE 18 AL                                                         | M 274 DE 20 AL                                                         | M 271 DE 18 AL                                 | M 274 DE 20 AL                                 | M 276 DE 35 red.                               | M 276 DE 30 AL red.                            | M 272 DE 35                                    | M 276 DE 35                                    | M 276 DE 35                  | M 276 DE 30 AL                                 | M 276 DE 35 AL                                 | M 273 E 55                               | M 278 DE 46 AL red.                    |
| Motortyp                                    | R4-Ottomotor                                                           | R4-Ottomotor                                                           | R4-Ottomotor                                   | R4-Ottomotor                                   | V6-Ottomotor                                   | V6-Ottomotor                                   | V6-Ottomotor                                   | V6-Ottomotor                                   | V6-Ottomotor                 | V6-Ottomotor                                   | V6-Ottomotor                                   | V8-Ottomotor                             | V8-Ottomotor                           |
| Gemischaufbereitung                         | Direkteinspritzung                                                     | Direkteinspritzung                                                     | Direkteinspritzung                             | Direkteinspritzung                             | Direkteinspritzung                             | Direkteinspritzung                             | Direkteinspritzung                             | Direkteinspritzung                             | Direkteinspritzung           | Direkteinspritzung                             | Direkteinspritzung                             | Saugrohreinspritzung                     | Direkteinspritzung                     |
| Motoraufladung                              | Turbolader                                                             | Turbolader                                                             | Turbolader                                     | Turbolader                                     | —                                              | Biturbo                                        | —                                              | —                                              | —                            | Biturbo                                        | Biturbo                                        | —                                        | Biturbo                                |
| Hubraum                                     | 1796 cm³                                                               | 1991 cm³                                                               | 1796 cm³                                       | 1991 cm³                                       | 3498 cm³                                       | 2996 cm³                                       | 3498 cm³                                       | 3498 cm³                                       | 3498 cm³                     | 2996 cm³                                       | 3498 cm³                                       | 5461 cm³                                 | 4663 cm³                               |
| max. Leistung                               | 135 kW (184 PS) bei 5250/min                                           | 135 kW (184 PS) bei 5500/min                                           | 150 kW (204 PS) bei 5500/min                   | 155 kW (211 PS) bei 5500/min                   | 185 kW (252 PS) bei 6500/min                   | 200 kW (272 PS) bei 5000–6000/min              | 215 kW (292 PS) bei 6400/min                   | 225 kW (306 PS) bei 6500/min                   | 225 kW (306 PS) bei 6500/min | 245 kW (333 PS) bei 5500/min                   | 245 kW (333 PS) bei 5250–6000/min              | 285 kW (388 PS) bei 6000/min             | 300 kW (408 PS) bei 5000–5750/min      |
| max. Drehmoment                             | 270 Nm bei 1800–4600/min                                               | 270 Nm bei 1200–4000/min                                               | 310 Nm bei 2000–4300/min                       | 350 Nm bei 1200–4000/min                       | 340 Nm bei 3500–4500/min                       | 400 Nm bei 1300–4500/min                       | 365 Nm bei 3000–5100/min                       | 370 Nm bei 3500–5250/min                       | 370 Nm bei 3500–5250/min     | 480 Nm bei 1400–4000/min                       | 480 Nm bei 1200–4000/min                       | 530 Nm bei 2800–4800/min                 | 600 Nm bei 1600–4750/min               |
| Kraftübertragung                            |                                                                        |                                                                        |                                                |                                                |                                                |                                                |                                                |                                                |                              |                                                |                                                |                                          |                                        |
| Antrieb, serienmäßig                        | Hinterradantrieb                                                       | Hinterradantrieb                                                       | Hinterradantrieb                               | Hinterradantrieb                               | Hinterradantrieb                               | Hinterradantrieb                               | Hinterradantrieb                               | Hinterradantrieb                               | Allradantrieb                | Hinterradantrieb                               | Hinterradantrieb                               | Hinterradantrieb                         | Hinterradantrieb                       |
| Getriebe, serienmäßig [ optional ]          | 6-Gang-Schaltgetriebe [ 5G-Tronic/7G-TRONIC Plus ] (2)                 | 6-Gang-Schaltgetriebe [ 7G-Tronic Plus ]                               | 5G-Tronic/7G-Tronic Plus (3)                   | 7G-Tronic Plus                                 | 7G-Tronic/7G-Tronic Plus (4)                   | 7G-Tronic Plus                                 | 7G-Tronic/7G-Tronic Plus (4)                   | 7G-Tronic Plus                                 | 7G-Tronic Plus               | 7G-Tronic Plus                                 | 7G-Tronic Plus                                 | 7G-Tronic                                | 7G-Tronic Plus                         |
| Messwerte                                   |                                                                        |                                                                        |                                                |                                                |                                                |                                                |                                                |                                                |                              |                                                |                                                |                                          |                                        |
| Höchstgeschwindigkeit                       | Coupé: 240 km/h [237 km/h] Cabrio: 236 km/h [231 km/h]                 | Coupé: 240 km/h [240 km/h] Cabrio: 235 km/h [235 km/h]                 | Coupé: 247 km/h Cabrio: 240 km/h               | Coupé: 250 km/h (6) Cabrio: 245 km/h           | Coupé: 250 km/h (6) Cabrio: 250 km/h (6)       | Coupé: 250 km/h (6) Cabrio: 250 km/h (6)       | Coupé: 250 km/h (6) Cabrio: 250 km/h (6)       | Coupé: 250 km/h (6) Cabrio: 250 km/h (6)       | Coupé: 250 km/h (6)          | Coupé: 250 km/h 6 Cabrio: 250 km/h (6)         | Coupé: 250 km/h 6 Cabrio: 250 km/h (6)         | Coupé: 250 km/h 6 Cabrio: 250 km/h (6)   | Coupé: 250 km/h 6 Cabrio: 250 km/h (6) |
| Beschleunigung, 0–100 km/h                  | Coupé: 8,5 s [7,8 s] Cabrio: 8,8 s [8,3 s]                             | Coupé: 8,0 s [7,8 s] Cabrio: 8,6 s [8,2 s]                             | Coupé: 7,4 s Cabrio: 7,8 s                     | Coupé: 7,1 s Cabrio: 7,5 s                     | Coupé: 6,9 s Cabrio: 7,2 s                     | Coupé: 6,6 s Cabrio: 6,9 s                     | Coupé: 6,3 s Cabrio: 6,8 s                     | Coupé: 6,3 s Cabrio: 6,4 s                     | Coupé: 6,5 s                 | Coupé: 5,2 s Cabrio: 5,3 s                     | Coupé: 5,2 s Cabrio: 5,3 s                     | Coupé: 5,2 s Cabrio: 5,3 s               | Coupé: 4,8 s Cabrio: 4,9 s             |
| Kraftstoffverbrauch auf 100 km (kombiniert) | Coupé: 6,9–7,2 l [6,4–6,9 l] Super Cabrio: 7,2–7,4 l [6,7–7,0 l] Super | Coupé: 6,1–6,4 l [5,6–6,0 l] Super Cabrio: 6,4–6,5 l [6,1–6,4 l] Super | Coupé: 6,4–6,9 l Super Cabrio: 6,7–7,0 l Super | Coupé: 5,7–6,1 l Super Cabrio: 6,2–6,5 l Super | Coupé: 7,0–7,2 l Super Cabrio: 7,2–7,5 l Super | Coupé: 7,4–7,5 l Super Cabrio: 7,6–7,9 l Super | Coupé: 8,5–8,7 l Super Cabrio: 8,9–9,0 l Super | Coupé: 7,0–7,2 l Super Cabrio: 7,2–7,5 l Super | Coupé: 8,3–8,4 l Super       | Coupé: 7,4–7,6 l Super Cabrio: 7,6–7,9 l Super | Coupé: 6,7–6,9 l Super Cabrio: 7,1–7,2 l Super | Coupé: 10,9 l Super Cabrio: 11,0 l Super | Coupé: 8,9 l Super Cabrio: 9,1 l Super |
| CO2-Emission (kombiniert)                   | Coupé: 160–167 g/km [149–161 g/km] Cabrio: 168–173 g/km [157–164 g/km] | Coupé: 142–150 g/km [130–140 g/km] Cabrio: 150–152 g/km [142–148 g/km] | Coupé: 149–161 g/km Cabrio: 157–164 g/km       | Coupé: 132–142 g/km Cabrio: 144–150 g/km       | Coupé: 164–167 g/km Cabrio: 168–175 g/km       | Coupé: 172–176 g/km Cabrio: 178–185 g/km       | Coupé: 164–167 g/km Cabrio: 168–175 g/km       | Coupé: 164–167 g/km Cabrio: 168–175 g/km       | Coupé: 193–196 g/km          | Coupé: 172–177 g/km Cabrio: 178–185 g/km       | Coupé: 157–161 g/km Cabrio: 164–168 g/km       | Coupé: 254 g/km Cabrio: 257 g/km         | Coupé: 209 g/km Cabrio: 213 g/km       |
| Abgasnorm nach EU-Klassifikation            | Euro 5                                                                 | Euro 6                                                                 | Euro 5                                         | Euro 6                                         | Euro 5                                         | Euro 6                                         | Euro 5                                         | Euro 5                                         | Euro 5                       | Euro 6                                         | Euro 6                                         | Euro 5                                   | Euro 6 (5)                             |

### Dieselmotoren
| Kenngrößen                                  | E 220 CDI BlueEFFICIENCY (1)                                                 | E 220 CDI (2)                                                                | E 220 BlueTEC                       | E 250 CDI (2)                                                                | E 250 BlueTEC                       | E 350 CDI BlueEFFICIENCY                     | E 350 BlueTEC                                    | E 350 BlueTEC                                    | E 350 CDI BlueEFFICIENCY                         |
| Bauzeitraum                                 | seit 01/2010                                                                 | 01/2010–08/2014                                                              | ab 09/2014                          | 05/2009–08/2014                                                              | ab 09/2014                          | 05/2009–04/2011                              | 05/2013–08/2014                                  | ab 09/2014                                       | 04/2011–04/2013                                  |
| Motorkenndaten                              |                                                                              |                                                                              |                                     |                                                                              |                                     |                                              |                                                  |                                                  |                                                  |
| Motorbezeichnung *                          | OM 651 DE 22 LA                                                              | OM 651 DE 22 LA                                                              | OM 651 DE 22 LA                     | OM 651 DE 22 LA                                                              | OM 651 DE 22 LA                     | OM 642 DE 30 LA                              | OM 642 LS DE 30 LA                               | OM 642 LS DE 30 LA                               | OM 642 LS DE 30 LA                               |
| Motortyp                                    | R4-Dieselmotor                                                               | R4-Dieselmotor                                                               | R4-Dieselmotor                      | R4-Dieselmotor                                                               | R4-Dieselmotor                      | V6-Dieselmotor                               | V6-Dieselmotor                                   | V6-Dieselmotor                                   | V6-Dieselmotor                                   |
| Gemischaufbereitung                         | Common-Rail-Direkteinspritzung                                               | Common-Rail-Direkteinspritzung                                               | Common-Rail-Direkteinspritzung      | Common-Rail-Direkteinspritzung                                               | Common-Rail-Direkteinspritzung      | Common-Rail-Direkteinspritzung               | Common-Rail-Direkteinspritzung                   | Common-Rail-Direkteinspritzung                   | Common-Rail-Direkteinspritzung                   |
| Motoraufladung                              | Biturbo                                                                      | Biturbo                                                                      | Biturbo                             | Biturbo                                                                      | Biturbo                             | Turbolader                                   | Turbolader                                       | Turbolader                                       | Turbolader                                       |
| Hubraum                                     | 2143 cm³                                                                     | 2143 cm³                                                                     | 2143 cm³                            | 2143 cm³                                                                     | 2143 cm³                            | 2987 cm³                                     | 2987 cm³                                         | 2987 cm³                                         | 2987 cm³                                         |
| max. Leistung                               | 120 kW (163 PS) bei 3000–4200/min                                            | 125 kW (170 PS) bei 3000–4200/min                                            | 125 kW (170 PS) bei 3000–4200/min   | 150 kW (204 PS) bei 4200/min                                                 | 150 kW (204 PS) bei 4200/min        | 170 kW (231 PS) bei 3800/min                 | 185 kW (252 PS) bei 3600/min                     | 190 kW (258 PS) bei 3600/min                     | 195 kW (265 PS) bei 3800/min                     |
| max. Drehmoment                             | 400 Nm bei 1400–2800/min                                                     | 400 Nm bei 1400–2800/min                                                     | 400 Nm bei 1400–2800/min            | 500 Nm bei 1600–1800/min                                                     | 500 Nm bei 1600–1800/min            | 540 Nm bei 1600–2400/min                     | 620 Nm bei 1600–2400/min                         | 620 Nm bei 1600–2400/min                         | 620 Nm bei 1600–2400/min                         |
| Kraftübertragung                            |                                                                              |                                                                              |                                     |                                                                              |                                     |                                              |                                                  |                                                  |                                                  |
| Antrieb, serienmäßig                        | Hinterradantrieb                                                             | Hinterradantrieb                                                             | Hinterradantrieb                    | Hinterradantrieb                                                             | Hinterradantrieb                    | Hinterradantrieb                             | Hinterradantrieb                                 | Hinterradantrieb                                 | Hinterradantrieb                                 |
| Getriebe, serienmäßig [ optional ]          | 6-Gang-Schaltgetriebe [ 5G-Tronic/7G-TRONIC Plus ] (3)                       | 6-Gang-Schaltgetriebe [ 5G-Tronic/7G-TRONIC Plus ] (3)                       | 6-Gang-Schaltgetriebe [ 9G-Tronic ] | 6-Gang-Schaltgetriebe [ 5G-Tronic/7G-Tronic Plus ] (3)                       | 6-Gang-Schaltgetriebe [ 9G-Tronic ] | 7G-Tronic                                    | 7G-Tronic Plus                                   | 9G-Tronic                                        | 7G-Tronic Plus                                   |
| Messwerte                                   |                                                                              |                                                                              |                                     |                                                                              |                                     |                                              |                                                  |                                                  |                                                  |
| Höchstgeschwindigkeit                       | Coupé: 235 km/h [ 234 km/h ] Cabrio: 232 km/h [ 230 km/h ]                   | Coupé: 235 km/h [ 234 km/h ] Cabrio: 232 km/h [ 230 km/h ]                   |                                     | Coupé: 250 km/h (4) [ 247 km/h ] Cabrio: 245 km/h [ 243 km/h ]               |                                     | Coupé: 250 km/h (4) Cabrio: 250 km/h (4)     | Coupé: 250 km/h (4) Cabrio: 250 km/h (4)         | Coupé: 250 km/h (4) Cabrio: 250 km/h (4)         | Coupé: 250 km/h (4) Cabrio: 250 km/h (4)         |
| Beschleunigung, 0–100 km/h                  | Coupé: 8,5 s [ 8,3 s ] Cabrio: 8,8 s [ 8,7 s ]                               | Coupé: 8,5 s [ 8,3 s ] Cabrio: 8,8 s [ 8,7 s ]                               |                                     | Coupé: 7,4 s [ 7,3 s ] Cabrio: 7,8 s [ 7,7 s ]                               |                                     | Coupé: 6,7 s Cabrio: 6,9 s                   | Coupé: 6,4 s Cabrio: 6,7 s                       | Coupé: 6,2 s Cabrio: 6,5 s                       | Coupé: 6,1 s Cabrio: 6,4 s                       |
| Kraftstoffverbrauch auf 100 km (kombiniert) | Coupé: 4,5–4,8 l [ 4,6–4,9 l ] Diesel Cabrio: 4,9–5,2 l [ 4,8–4,9 l ] Diesel | Coupé: 4,5–4,8 l [ 4,6–4,9 l ] Diesel Cabrio: 4,9–5,2 l [ 4,8–4,9 l ] Diesel |                                     | Coupé: 4,5–5,1 l [ 4,6–4,9 l ] Diesel Cabrio: 4,9–5,2 l [ 4,8–4,9 l ] Diesel |                                     | Coupé: 6,8 l Diesel Cabrio: 7,0–7,2 l Diesel | Coupé: 5,4–5,7 l Diesel Cabrio: 5,6–5,9 l Diesel | Coupé: 5,1–5,2 l Diesel Cabrio: 5,3–5,5 l Diesel | Coupé: 6,0–6,2 l Diesel Cabrio: 6,0–6,2 l Diesel |
| CO2-Emission (kombiniert)                   | Coupé: 118–126 g/km [ 119–129 g/km ] Cabrio: 127–136 g/km [ 126–130 g/km ]   | Coupé: 118–126 g/km [ 119–129 g/km ] Cabrio: 127–136 g/km [ 126–130 g/km ]   |                                     | Coupé: 119–133 g/km [ 119–129 g/km ] Cabrio: 127–136 g/km [ 126–130 g/km ]   |                                     | Coupé: 179 g/km Cabrio: 185–189 g/km         | Coupé: 143–150 g/km Cabrio: 149–156 g/km         | Coupé: 134–136 g/km Cabrio: 138–143 g/km         | Coupé: 159–162 g/km Cabrio: 159–162 g/km         |
| Abgasnorm nach EU-Klassifikation            | Euro 5                                                                       | Euro 5                                                                       | Euro 6                              | Euro 5                                                                       | Euro 6                              | Euro 5                                       | Euro 6                                           | Euro 6                                           | Euro 5                                           |

* Die Motorbezeichnung ist wie folgt verschlüsselt:
M = Motor (Otto), OM = Ölmotor (Diesel), Baureihe = 3-stellig, DE = Direkteinspritzung, E = Saugrohreinspritzung, Hubraum = Deziliter (gerundet), A = Abgasturbolader, L = Ladeluftkühlung, LA = wie AL, red. = reduzierte/r Leistung/Hubraum

## Sicherheitstechnik
Die E-Klasse soll die Pionierrolle in Sachen Sicherheit übernehmen. So halten eine Vielzahl von Fahrerassistenzsystemen, umfangreiche passive Sicherheitselemente und auch der vorangeschrittene Fußgängerschutz Einzug in die E-Klasse.
Als serienmäßige Elemente gibt es eine extrem stabile Fahrgastzelle, vor allem im Bereich der Fahrzeugseiten, Frontairbags, die je nach Schwere zweistufig auslösen, Seitenairbags, Fensterairbags, Knieairbags und erstmals Beckenairbags (von Mercedes als Pelvisbag eingeführt), eine aktive Motorhaube, die sich im Falle eines Fußgängerunfalls im hinteren Bereich um 50 mm anhebt und so dem Fußgänger eine größere Knautschzone bietet, ein verbessertes Pre-Safe (Unfallverhütungssystem) mit automatischer Schließung der Seitenscheiben und gegebenenfalls des Schiebedachs sowie den Müdigkeitswarner Attention Assist.
Erweitern lässt sich die Sicherheitstechnik durch zahlreiche Sonderausstattungen wie eine automatische Notbremsfunktion, einen verbesserten Abstandsregeltempomat Distronic, einen mittels Radar regelnden Bremsassistent BAS Plus, einen intelligenten Nachtsicht-Assistent mit Fußgängererkennung, ein Intelligent Light System mit adaptivem Fernlichtassistenten, mit einer Verkehrszeichen-Erkennung, einem Spurhalteassistent, einem Spurwechselassistent und Einparkassistent, welche unten genauer beschrieben sind.

## Sonderausstattungen
Als Sonderausstattung bietet die Baureihe 207 viele Neuentwicklungen, die zum ersten Mal in einem Mercedes eingeführt wurden. Andere Sonderausstattungen wurden aus der S-Klasse übernommen und modifiziert.
Allgemeine Sonderausstattungen sind Sitzheizung und -klimatisierung für Fahrer und Beifahrer, Komfort-Einzelsitze im Fond (nur Limousine), Multikontursitze mit Massage- und Fahrdynamikfunktion, Memory-Paket, bei dem die Vordersitze elektrisch verstellbar und die Sitzpositionen speicherbar sind, Panorama-Glasdach, das schlüsselfreie Schließsystem Keyless Go oder auch eine Einbruch-Diebstahl-Warnanlage mit Abschleppschutz und Innenraumüberwachung.
Darüber hinaus gibt es folgende Sonderausstattungen:

### AbstandsradarDistronic Plus
Das Abstandsradar Distronic Plus hält den Abstand zum vorausfahrenden Fahrzeug ein und beschleunigt selbständig, sofern sich der Abstand vergrößert. Neu ist bei diesem System, dass das Fahrzeug bei Bedarf bis zum Stillstand abgebremst wird. Ebenso dient es der Unfallverhütung bzw. Minderung der Unfallschwere, indem es das Fahrzeug abbremst, sofern eine Kollision droht und unausweichlich ist. Die automatische Notbremsfunktion ist dabei so ausgestaltet, dass 1,6 Sekunden vor einer unvermeidbaren Kollision mit 40 % der Bremskraft verzögert und der Fahrer akustisch und visuell gewarnt wird, 0,6 Sekunden vorher dann mit maximaler Verzögerung gebremst wird.

### EinparkhilfeParktronicmit Parkführung
Die Parktronic inklusive Parkführung erleichtert das Einparken, indem Abstände akustisch und durch LED-Anzeigen innen verdeutlicht werden. Die Parkführung gibt auf dem Kombiinstrument Hinweise zum notwendigen Einschlag des Lenkrades, zum Lenkwinkel sowie zu den Umlenkpunkten beim Einparken.

### Fahrdynamik-Paket
(serienmäßig bei E 500)
Bei dem Fahrdynamikpaket kann von dem klassischen (und serienmäßig verfügbaren) Komfortmodus in einen Sportmodus gewechselt werden. Dadurch wird die Dämpfung straffer, das Ansprechverhalten des Motors direkter; bei dem optionalen Automatikgetriebe verkürzen sich die Schaltzeiten. In der Mittelkonsole befindet sich eine Taste zum Wechseln der beiden Modi.

### KlimaanlageThermotronic
Die Komfort-Klimatisierungsautomatik Thermotronic bietet gegenüber der serienmäßigen Thermatic eine Einteilung in drei Raumzonen, zwei Bereiche vorn und ein Bereich im Fond. Erstmals können drei verschiedene Klimastile gewählt werden. Dabei sorgt Diffuse für eine geringe Luftgeschwindigkeit bei gleichzeitig großflächiger Luftverteilung. Medium bietet eine mittlere Einstellung und bei Focus erfolgt eine direkte Anströmung großer Luftmengen hauptsächlich durch Luftauslässe im mittleren Bereich.
Die Anlage arbeitet vollkommen automatisch, unterstützt durch zahlreiche Sensoren. Zwei von ihnen überwachen die Innenraumtemperatur, vier die Temperatur der an den Lüftungsdüsen ausströmenden Luft und einer erfasst die Intensität sowie Strahlungsrichtung der Sonne. Darüber hinaus gibt es noch Taupunkt- und Schadgassensor, welcher bei zu hohen Kohlenmonoxid- und Stickoxidkonzentrationen, beispielsweise bei längeren Fahrten im Tunnel, automatisch die Umluft aktiviert.
Zur Steuerung gibt es zwei Bedienteile, eines in der Mittelkonsole und ein weiteres für den Fondbereich an hinteren Teil der Tunnelverkleidung. Beide zeigen die gewählten Einstellungen, welche mittels Schaltwippen vorgenommen werden können, über organische Leuchtdioden (OLED) an.
Die Luftverteilung übernehmen zehn Elektromotoren und 20 Belüftungsdüsen. Die Heizleistung stieg im Vergleich zu dem Vorgängermodell um 10 % auf nun 11 kW. Die Dieselmodelle und Vierzylinder mit Benzindirekteinspritzung haben einen Wärmetauscher mit sechs Heizelementen, da sie aufgrund ihres hohen thermischen Wirkungsgrades bei niedrigen Außentemperaturen zu wenig Heizleistung abgeben. Die Leistung des Klimakompressors, der nun stufenlos arbeitet, stieg um 5 % auf mehr als 8 kW.

### Lichtpaket/Intelligent Light SystemmitAdaptivem Fernlichtassistenten
Das Lichtpaket umfasst zunächst das Intelligent Light System der zweiten Stufe mit Bi-Xenon-Scheinwerfern mit Kurvenlichtfunktion und LED-Tagfahrlicht, die Nebelscheinwerfer in der Frontschürze entfallen dann.
Bestandteil ist bei dem Paket zudem der Adaptive Fernlicht-Assistent, bei dem – gesteuert durch eine Kamera – das Abblendlicht automatisch und stufenlos so eingestellt wird, dass der Lichtkegel unter den Rücklichtern des nächsten vorausfahrenden Fahrzeugs endet beziehungsweise bei Gegenverkehr abgeblendet wird. Maximal sind damit Reichweiten im Abblendlicht bis zu 300 Meter möglich. Wenn kein anderes Fahrzeug mehr vorhanden ist, blendet das System stufenlos und mit einem weichen Übergang das Fernlicht auf. Für den Fahrer gibt es keinen abrupten Lichtwechsel – die Augen des Fahrers können sich damit problemlos an die unterschiedlichen Ausleuchtungen anpassen.

### MercedesSport
Seit Mitte 2010 ist bei Coupé und Cabriolet zur Individualisierung das Paket MercedesSport als Sonderausstattung erhältlich. Dabei wird im Rahmen des sogenannten „Add-on-Prinzips“, im Gegensatz zum herkömmlichen Tuning, kein Austausch der Original-Anbauteile vorgenommen. Vielmehr werden die einzelnen Teile zur vorhandenen Karosserie hinzugefügt. Zur Wahl stehen Spoiler für die Front, die Seitenschweller, das Heck, eine Heckschürzenblende mit Diffusor-Optik, Blenden der Nebelscheinwerfer und 18-Zoll-Leichtmetallräder in Bicolor-Ausführung. Das Sportfahrwerk mit strafferen Dämpfern legt das Auto um bis zu 15 Millimeter tiefer. Zudem gibt es eine Sportbremsanlage mit gelochten Bremsscheiben. Für das Interieur stehen ein Vier-Speichen-Sportlenkrad, Edelstahlpedale, beleuchtete Edelstahl-Einstiegsschienen sowie spezielle Fußmatten zur Auswahl.
Präsentiert wurde das neue Paket auf dem Genfer Auto-Salon im Jahr 2010.

### Multimedia-Systeme
Seit Ende 2010 kann man das Audio 20 CD um das Navigation 20 erweitern, so dass ein Navigations-Center mit Entertainment-Anschlüssen sowie Display-Darstellungen wie Reality View Pro entsteht.
Als zu Beginn einfachstes Navigationssystem wird mit dem Audio 50 APS ein Entertainment-System mit DVD-Navigation und 2-D-Kartendarstellung angeboten.
Das Comand APS hat eine 3-D-Kartendarstellung und einen Festplattenspeicher, bei dem ein Teil auch für eigene MP3-Dateien verwendet werden kann.
Ab Juli 2011 wurde das aufpreispflichtige Comand APS gegen das COMAND Online NTG 4.5 ausgetauscht. Mit diesem waren Internetfunktionen möglich und es gab auch die Möglichkeit, Blitzerwarnerdaten per SD-Karte als POIs ins Navigationssystem zu importieren (beim NTG 4.5 war nur ein optischer Warnhinweis möglich, kein akustischer).
Erweitert werden können die Systeme um das Harman Kardon Logic 7 Surround-Soundsystem mit 14 Lautsprechern und 600 Watt Leistung.

### Sitze
Die serienmäßigen Sitze lassen sich durch zahlreiche Erweiterungen aufwerten.
Bei den aktiv belüfteten Vordersitzen saugen vier Ventilatoren im Sitzkissen und Lehne kühle Luft aus dem Bereich unter dem Sitz an und verteilen sie unterhalb der Sitzfläche.
Der in dem Vorgängermodell eingeführte Multikontursitz ist in technischer Hinsicht erweitert worden. Die Seitenwangen lassen sich nun um insgesamt neun Zentimeter verstellen, bisher waren es nur fünf Zentimeter. Ein vorderes Luftpolster vergrößert die Sitztiefe erstmals um bis zu fünf Zentimeter.
Der Aktiv-Multikontursitz ist eine Erweiterung des Multikontursitzes. Bei ihm verändern Piezo-Ventile an den Luftkammern je nach Lenkradeinschlag, Fahrgeschwindigkeit und Querbeschleunigung das Volumen der Luftkammern, wodurch ein höherer Seitenhalt gewährleistet wird. Bestandteil dieses Sitzes ist auch eine Massagefunktion in der Rückenlehne, welche aus sieben Luftkammern besteht.

### Spur-Paket
Das Spur-Paket bietet einen Spurhalte- und einen Totwinkel-Assistenten. Über eine Kamera hinter der Windschutzscheibe werden die Fahrspurmarkierungen erkannt; bei unbeabsichtigtem Verlassen der Fahrspur wird mittels Lenkradvibration eine Warnung ausgelöst.
Beim Totwinkel-Assistent wird mittels Radarsensoren der Bereich seitlich hinter dem Fahrzeug überwacht. Wird ein anderes Fahrzeug im Bereich des toten Winkels erkannt, so leuchtet eine rote LED in dem jeweiligen Außenspiegel auf. Setzt der Fahrer zu einem Spurwechsel an, erfolgt eine akustische Warnung.

### Verkehrszeichenerkennung
Das System erkennt über eine Kamera Verkehrszeichen mit Geschwindigkeitsbeschränkungen und zeigt diese im Kombiinstrument an.

## Auszeichnungen
Am 15. Mai 2009 gab Auto Bild die Ergebnisse des AUTO BILD Design Awards bekannt, an dem 100.000 Personen abgestimmt haben. Das E-Klasse Coupé belegt in der Kategorie „Coupés und Cabrios“ mit 24,9 % aller Stimmen Platz 1.
Am 12. Februar 2010 wurde der gesamten E-Klasse-Familie der GOOD DESIGN Award von dem Chicago Athenaeum – Museum of Architecture verliehen. „Dieser ist der älteste Preis für herausragende Produktgestaltung“ und wird bereits seit 60 Jahren ausgeschrieben.

## Neuzulassungen in Deutschland
Aufgeführt ist die Anzahl der jährlichen Pkw-Neuzulassungen des E-Klasse-Coupés und des Cabriolets nach Statistik des Kraftfahrt-Bundesamtes. Das KBA ordnet das Coupé in das Segment Sportwagen ein.
| Jahr             | 2009  | 2010   | 2011   | 2012  | 2013  | 2014  | 2015  | 2016  | 2017  |
| ---------------- | ----- | ------ | ------ | ----- | ----- | ----- | ----- | ----- | ----- |
| Anzahl           | 2.646 | 13.298 | 11.410 | 8.538 | 8.230 | 7.234 | 5.289 | 3.541 | 5.599 |
| davon Cabriolets |       |        |        |       | 4.750 | 4.395 | 3.330 | 2.480 | 1.700 |